# Zastava Koral
La Zastava Koral è un'automobile prodotta dal 2000 al 2008 dalla Zastava. Alla ripresa della produzione dopo il bombardamento della fabbrica di Kragujevac venne presentata l'erede della Yugo, in versione berlina e cabriolet, quest'ultima esportata anche in Canada e negli Stati Uniti.

## Prima Serie (2000-2002)
Il primo modello venne presentato come Koral FL da "Face Lift" rispetto al modello predecessore con un ammodernamento delle linee e della meccanica. I modelli erano due con motorizzazioni da 1,1 e 1,3 l e rispettivamente 55 e 65 cv.
La Koral poteva essere anche in versione Cabrio, sportiva (con spoiler e minigonne), ciao (con cambio automatico) e van (senza finestrini con estensione in plastica nera).

## Seconda Serie (2002 - 2008)

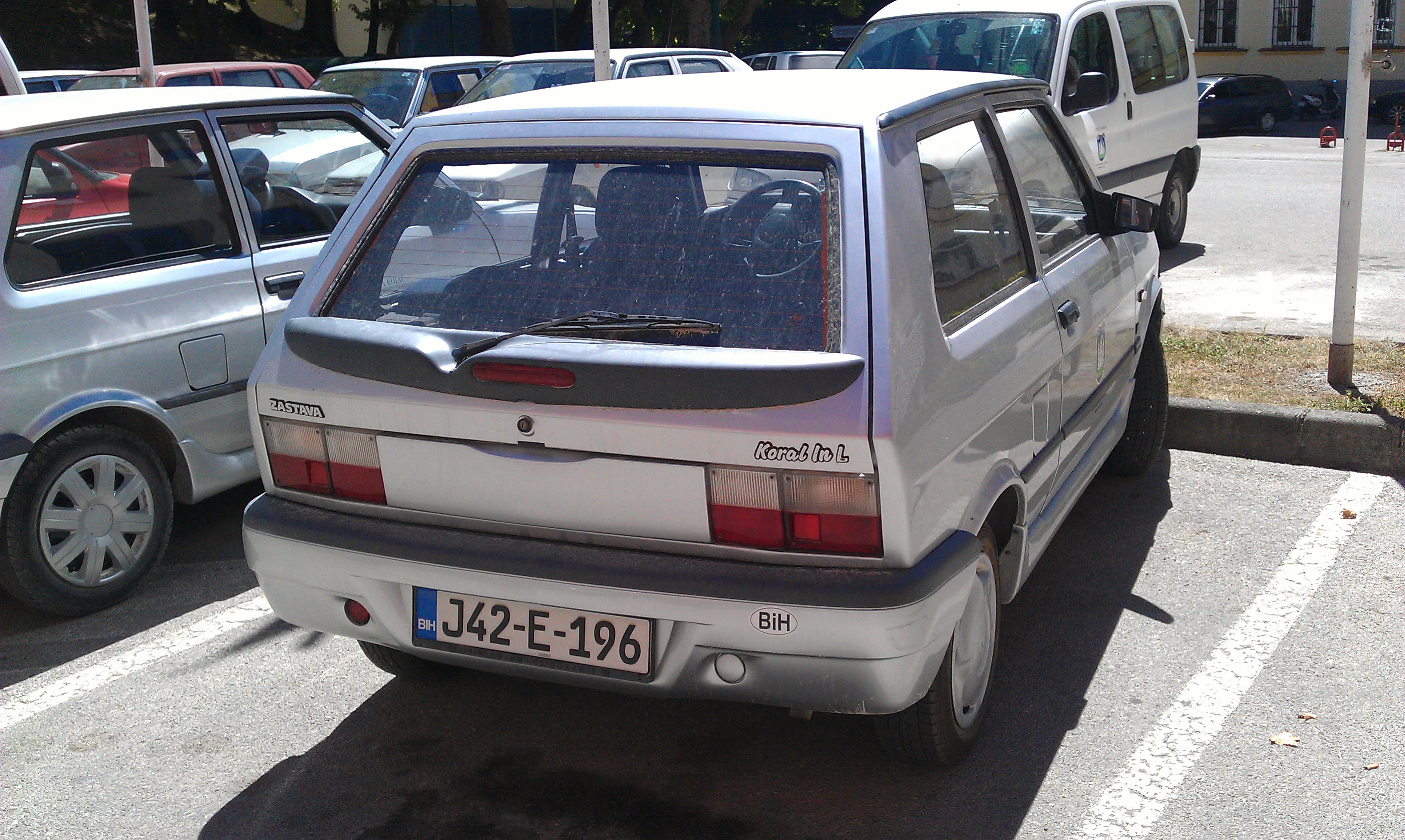
Zastava Koral In, vista posteriore

Tutte le versioni sono rimaste uguali mentre sono cambiati i motori e l'estetica nonché la denominazione diventata Koral IN.
Sono cambiati i fari anteriori che sono diventati doppi, quelli posteriori che sono diventati sottili e la nuova mascherina, più elegante.
Viene esportata negli Stati Uniti ed in Cina al contrario della vecchia serie.
Globalmente, al momento del fermo delle catene di montaggio il 11 novembre 2008 sono 794.428 gli esemplari di Yugo Koral 45 e Zastava Koral prodotti nella fabbrica serba di Kragujevac, ora diventata Fiat Serbia.